# Dalni (Novovelitxkovskaia)
|  | Per a altres significats, vegeu «Dalni». |

Dalni - Дальний (rus) és un possiólok del krai de Krasnodar, a Rússia. És a la vora esquerra del riu Ponura, afluent del Kirpili, a 37 km al nord-oest de Dinskaia i a 42 km al nord-oest de Krasnodar. Pertany a l'stanitsa de Novovelitxkovskaia.